# None pizza with left beef
None pizza with left beef («Pizza de nada con carne a la izquierda») fue un experimento de entrega de pizza a domicilio realizado por Steven Molaro en octubre de 2007. Después de probar la precisión del entonces nuevo sistema de pedidos en línea de Domino's Pizza, los divertidos resultados se publicaron en su blog, The Sneeze, después de lo cual evolucionó hasta convertirse en un meme de Internet.

## Antecedentes

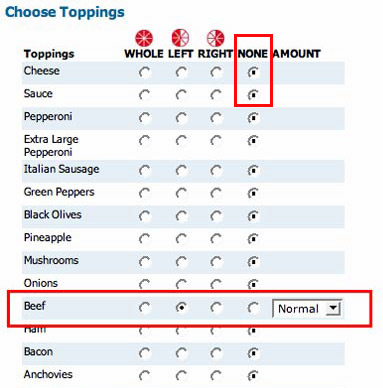
La orden de Molaro.

El 18 de octubre de 2007, Steven Molaro estaba experimentando con el sitio web de pedidos de pizza de Domino's Pizza, probando específicamente la precisión de pedir ingredientes de pizza a la «izquierda» de la pizza frente a la «derecha» de la misma, como se ve al abrir la caja. Usando los botones de opción del sitio, pidió dos pizzas.
El primero, con pepperoni a la izquierda y champiñones a la derecha, llegó correctamente dividido, aunque al revés de la orientación específica izquierda–derecha que había pedido. El segundo era una pizza de 6 pulgadas (15,2 cm) sin salsa, sin queso y con carne de res solo en el lado izquierdo de la pizza; aunque carecía correctamente de los elementos básicos típicos, dijo Molaro, «toda la pizza era tan pequeña y liviana que debió haberse movido durante la entrega. Y las pequeñas bolitas de carne no tenían salsa ni queso para agarrarse, por lo que algunas perdieron su agarre desde la mitad izquierda».
Molaro describió la segunda pizza como «pan insípido con bolitas de carne saladas», aunque su esposa sí la comió, un acto que supuso atestiguaba cierto nivel de calidad y comestibilidad. El 19 de octubre, publicó una publicación cómica sobre el experimento en su blog, The Sneeze, donde nombró a su pan plano de carne NONE Pizza with Left Beef («Pizza de nada con carne a la izquierda»).
Al tratar de explicar su razonamiento muchos años después, Molaro lo comparó con «cuando los niños reciben un juguete, juegan con él por un tiempo y luego comienzan a jugar con él de otras maneras extrañas». Pedir pizza en línea fue una experiencia novedosa y buscó superar los límites de lo que permitía.

## Análisis
La publicación de Molaro sobre el pedido de pizza, The Great Pizza Orientation Test («La gran prueba de orientación sobre la pizza»), rápidamente se hizo muy popular. La mayoría de los lectores disfrutaron su publicación, pero Molaro luego recordó comentarios negativos pedantes sobre la relatividad de las mitades de las pizzas — algo que incluso abordó en la publicación original.
En el décimo aniversario de la publicación original de Molaro, Gizmodo reflexionó sobre cómo None pizza with left beef fue una vanguardia para muchos pedidos humorísticos de restaurantes por venir y su evolución hasta convertirse en un meme de Internet: continúa resonando dentro de la cultura, el comercio y más allá de Internet. después de diez años con una foto «que nos ganó el corazón, incluso si no fue entregada exactamente según las especificaciones». Fue la fuente del meme posterior de «entrega especial», donde los pedidos en línea «obligaban a empresas como Domino's y Pizza Hut a hacer dibujos dentro de la caja, cortar pizzas como pentagramas y, con suerte, traer a los consumidores y empleados de la pizzería mucho más cerca».
Uno de los impulsos originales de Molaro para pedir las pizzas fue el atractivo de evitar la interacción con el encargado humano de Domino's. New York aprovechó el décimo aniversario como una oportunidad para reflexionar alegremente sobre la interacción entre humanos – automatización, así como el legado de None pizza con left beef; la revista argumentó que se requiere la falta de un intermediario humano para realizar pedidos de comida tan divertidos y virales: al pedir una hamburguesa con queso de McDonald's, ya sea eliminando todos los ingredientes excepto el queso o pagando GB£0.99 (equivalentes respectivamente a 1.11 libras esterlinas y US$1,69 en 2021 y 2023) después de evitar literalmente todos los ingredientes, estos experimentos de cumplimiento no tendrían éxito con un empleado de un restaurante.
La serie de novelas Locked Tomb de Tamsyn Muir está plagada de referencias a memes de Internet, incluido None pizza with left beef. Cuando Vox le preguntó sobre la referencia en 2021, la católica Muir defendió las referencias contemporáneas comparándose con autores que comúnmente hacen referencia a obras clásicas como la Ilíada: «No es porque me propuse hacer que el libro fuera particularmente de memes, es simplemente porque tengo un sentido del humor de mierda. Pienso en Juan 3:16 de la misma manera que pienso en None pizza with left beef».

|          | Domino's Pizza | Twitter |
| @dominos |                |         |

             If you remember None Pizza Left Beef, it's time for an eye cream.
         

            Si recuerdas None Pizza Left Beef, es hora de una crema para los ojos.
        

        7 de abril de 2022

En un artículo de Esquire de 2021 sobre aderezos y terminología para pizzas, la revista calificó a None pzza with left beef como «una monstruosidad corporativa (¡pero hilarante!)». En abril de 2022, Domino's Pizza tuiteó el primer reconocimiento del meme por parte de la empresa.
Para el 15.º aniversario en 2022, elegir eliminar la salsa para pizza o el queso de un pedido de Domino's en línea generaría una advertencia para el usuario. Desde entonces, el meme original había sido inmortalizado como emoji personalizado, bordados, joyas, pegatinas y camisetas. El propio Molaro no estaba seguro de por qué todavía resonaba entre la gente, pero relató cómo — para algunos comentaristas — se remonta a una época aparentemente mejor en Internet. Cuando pidió una pizza duplicada para la ocasión del 15.º aniversario, le llegó con un aspecto muy parecido al de 2007, incluida la desalineación de la carne.

## Lectura adicional
- Green, Hank (29 de octubre de 2019). «The Truth about None Pizza with Left Beef». vlogbrothers (en inglés). Archivado desde el original el 21 de julio de 2023.

- Datos: Q113946772